# Thomas Jefferson Howell
Thomas Jefferson Howell (Missouri, 1842 — 1912) foi um botânico norte-americano.